# 複視

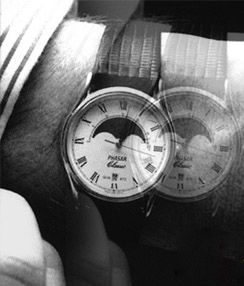
複視の症状における物の見え方の例

複視（ふくし）とは、視覚の異常のひとつである。

## 症状
両目で見たときに物が二重に見え、片方の目で見たときにはひとつに見える（両眼複視。双眼複視とも言う）。
又は、片目だけのときに二重に見えることがある（単眼複視。片眼複視とも言う）。
症状が一日中ずっと出現している場合と一日の中で疲労により出現し、休息により軽減または消失する（日内変動・月内変動）場合がある。
物が二重に見えると同時に、遠近や段差の目測ができなくなり、階段の上り降り、ちょっとした段差でも大変危険になる。

## 原因
- 眼球運動を支配する神経に異常があるとき

神経の麻痺・頭部の外傷など
- 眼球運動を支配する筋肉によるもの

重症筋無力症など
- 循環器系の疾患によるもの

糖尿病・高血圧・動脈硬化など
- 脳疾患などによるもの

脳腫瘍・脳動脈瘤・小児脳幹部グリオーマなど
- 外傷によるもの

眼の周囲の骨折など
- そのほか

虹彩離断

## 治療
原因となる疾患・外傷などを特定の上、その治療を行うことが中心となる。